# Capital Airlines

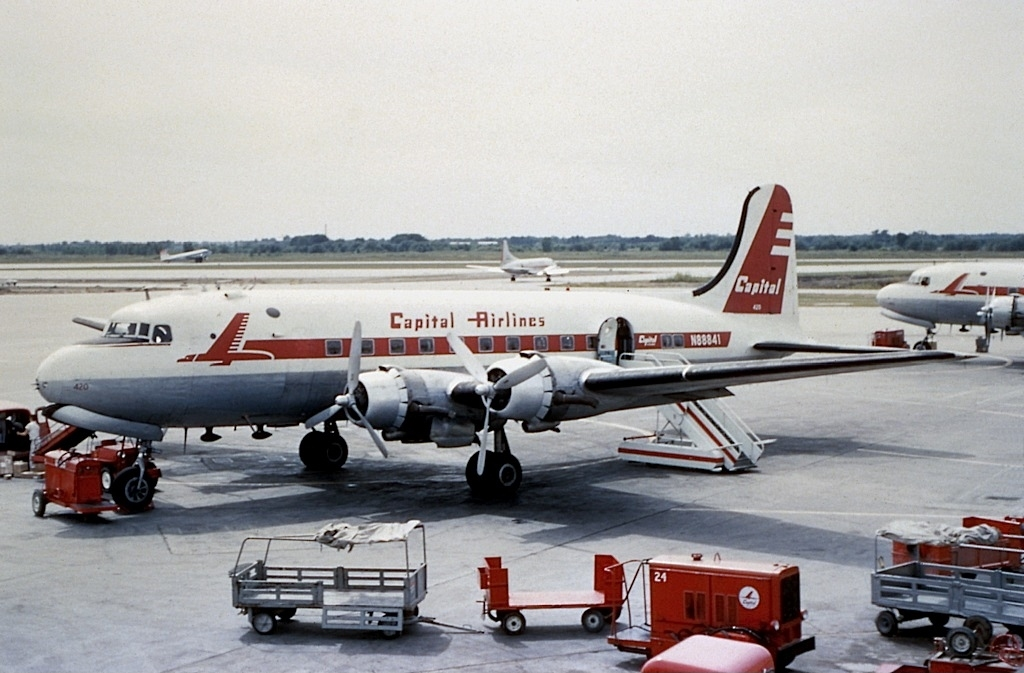
Douglas DC-4 Capital Airlines

Capital Airlines, Inc est une compagnie aérienne américaine formée en avril 1948 par changement du nom d'une compagnie plus ancienne, Pennsylvania Central Airlines.
En juillet 1956 Capital Airlines a commandé 4 de Havilland Comet IV et 10 Comet IVA, qui ne furent naturellement jamais livrés.
En proie à des difficultés financières, Capital Airlines a fusionné avec United Airlines en juin 1961, alors que 5 Lockheed L-188 Electra et 7 Convair 880 étaient en commande.

## Flotte
- Douglas DC-3 : 30 exemplaire exploités, 13 provenant de Pennsylvania Central. Deux furent détruits sur accident, trois étaient encore en service en juin 1961.
- Douglas DC-4 : 29 exemplaires, 23 provenant de Pennsylvania Central, dont 15 commandés en 1942 et livrés en 1945 seulement. 10 étaient encore en service en 1961.
- Lockheed Constellation : 19 appareils mis en service à partir de 1950, quatre étant toujours exploités en 1961. Un Constellation fut perdu sur accident en 1959.
- Douglas DC-6 : 11 appareils mis en service entre janvier et mai 1960.
- Vickers Viscount : 80 exemplaires commandés, dont 15 furent cédés avant livraison en 1958 à d'autres opérateurs. Mis en service en 1955, les Viscount  étaient toujours en service en 1961, mais 5 avaient été perdus sur accident.